# Temporizator

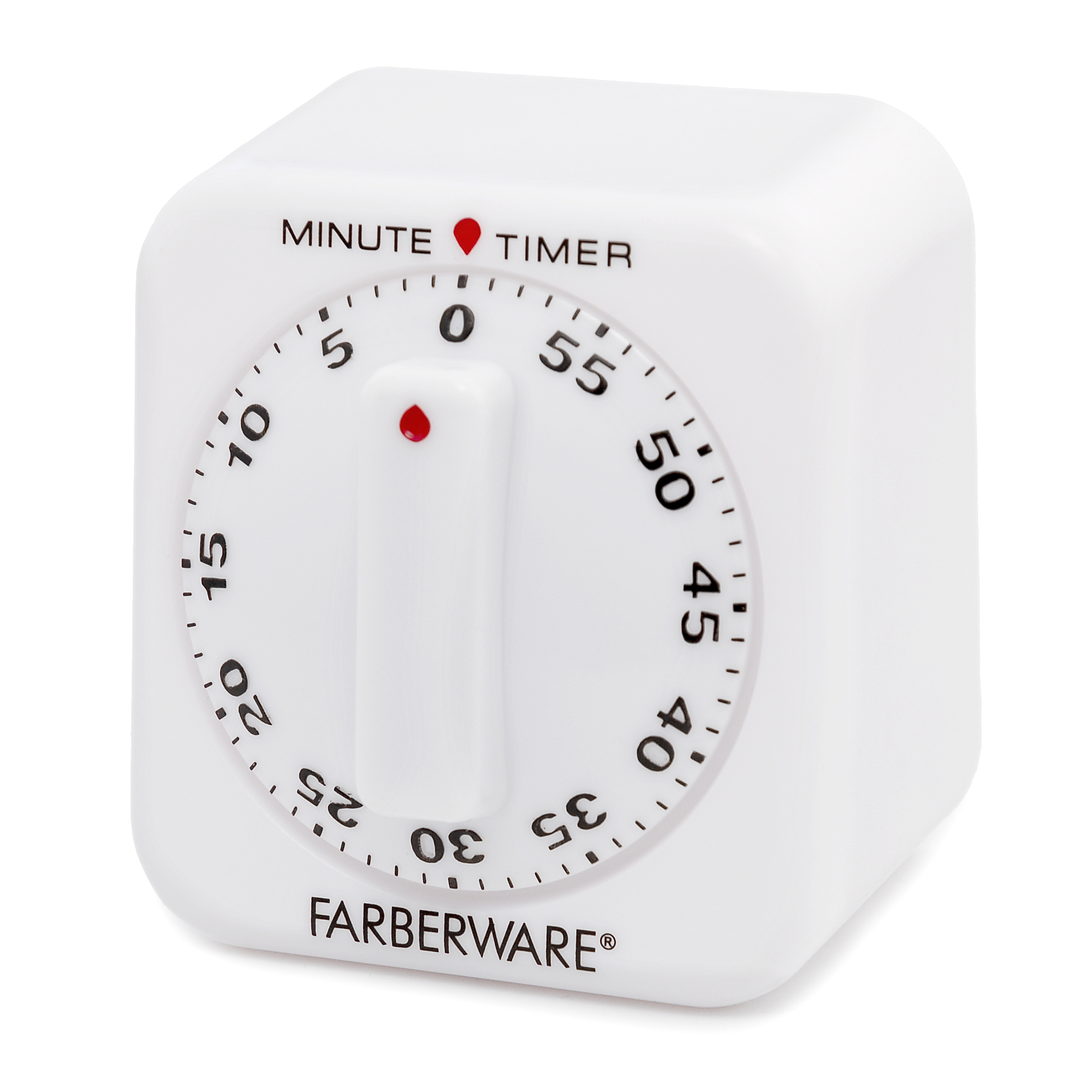
Un temporizator tipic de bucătărie

Un temporizator sau un cronometru cu numărătoare inversă este un dispozitiv care pornește de la o anumită durată de timp și se oprește când ajunge la 00:00. Temporizatoarele pot avea diverse forme, atât electronice, cât și mecanice. Un exemplu al acestora este clepsidra. De obicei, un temporizator declanșează o alarmă sonoră la finalul numărătorii sale. Spre deosebire de temporizator, cronometrul funcționează în direcția opusă, pornind de la ora 00:00, măsurând timpul scurs de la un moment dat.